# 제41회 백상예술대상
제41회 백상예술대상은 2005년 5월 20일에 열린 시상식이다.

## 수상 및 후보

### 영화 대상
- 말아톤 - 정윤철 수상

### 영화 작품상
- 그때 그사람들 - 임상수 수상
- 말아톤
- 빈 집

### 영화 감독상
- 인어공주 - 박흥식 수상
- 그때 그사람들 - 임상수
- 빈 집 - 김기덕

### 영화 시나리오상
- 말아톤 - 정윤철 수상

### 영화 신인감독상
- 귀여워 - 김수현 수상

### 영화 남자최우수연기상
- 말아톤 - 조승우 수상
- 그때 그사람들 - 백윤식
- 그때 그사람들 - 한석규

### 영화 여자최우수연기상
- 얼굴 없는 미녀 - 김혜수 수상
- 주홍글씨 - 이은주
- 인어공주 - 전도연

### 영화 남자신인연기상
- 발레교습소 - 윤계상 수상
- 귀여워 - 박선우
- 빈 집 - 재희

### 영화 여자신인연기상
- 가족 - 수애 수상
- 여자, 정혜 - 김지수
- 여선생 VS 여제자 - 이세영

### TV 대상
- 파리의 연인 - SBS 수상

### TV 작품상(드라마)
- 미안하다, 사랑한다 - KBS 수상
- 굳세어라 금순아 - MBC
- 불량주부 - SBS
- 불멸의 이순신 - KBS
- 아일랜드 - MBC
- 파리의 연인 - SBS

### TV 작품상(예능)
- 안녕, 프란체스카 - MBC 수상
- 비타민 - KBS
- 웃음을 찾는 사람들 - SBS

### TV 작품상(교양)
- 지금도 마로니에는 - EBS
- MBC 스페셜 - 출가 - MBC
- 창사특집극 5부작 중동 - MBC

### TV 연출상
- 불멸의 이순신 - 이성주 수상
- 파리의 연인 - 신우철
- 미안하다, 사랑한다 - 이형민

### TV 극본상
- 파리의 연인 - 강은정 수상
- 파리의 연인 - 김은숙 수상

### TV 남자최우수연기상
- 미안하다, 사랑한다 - 소지섭 수상
- 불멸의 이순신 - 김명민
- 파리의 연인 - 박신양

### TV 여자최우수연기상
- 파리의 연인 - 김정은 수상
- 풀 하우스 - 송혜교
- 봄날 - 고현정

### TV 남자신인연기상
- 신입사원 - 에릭 수상
- 아일랜드 - 현빈
- 쾌걸춘향 - 재희

### TV 여자신인연기상
- 왕꽃선녀님 - 이다해 수상
- 미안하다, 사랑한다 - 임수정
- 굳세어라 금순아 - 한혜진

### TV 남자예능상
- 웃.찾.사 - 컬투 수상
- 일요일이 좋다 - 유재석
- 일요일 일요일 밤에 - 박수홍

### TV 여자예능상
- 안녕, 프란체스카 - 박희진 수상
- 일요일은 101% - 정선희
- 귀엽거나 미치거나 - 박경림

### TV 신인연출상
- 아일랜드 - 김진만 수상
- 파리의 연인 - 신우철
- 오! 필승 봉순영 - 지영수

### 한류 특별상
- 최지우 수상

### 인기상
- 조인성 수상
- 강동원 수상
- 김래원 수상
- 김태희 수상
- 에릭 수상
- 이동건 수상